# Hylesia boarmia
Hylesia boarmia är en fjärilsart som beskrevs av Jacob Hübner 1822. Hylesia boarmia ingår i släktet Hylesia och familjen påfågelsspinnare. Inga underarter finns listade i Catalogue of Life.